# تولید نشاسته
تولید نشاسته جدا کردن نشاسته از منابع گیاهی است. این فرایند در گیاهان نشاسته‌ای صورت می‌گیرد. صنعت نشاسته بخشی از فرآوری مواد غذایی است که از نشاسته به‌عنوان ماده اولیه برای تولید مشتقات نشاسته، هیدرولیزها، دکسترین‌ها استفاده می‌کند.
نخست ماده اولیه تهیه نشاسته، گندم بود. اکنون منابع اصلی نشاسته عبارتند از:
- ذرت (در آمریکا، چین و اروپا) - ۷۰٪،
- سیب‌زمینی (در اروپا) - ۱۲٪،
- گندم - ۸٪ (در اروپا و استرالیا)،
- تاپیوکا - ۹٪ (جنوب شرقی آسیا و آمریکای جنوبی)،
- برنج، سورگوم و سایر موارد - ۱٪.

## تولید نشاسته سیب‌زمینی
تولید نشاسته سیب‌زمینی شامل مراحلی مانند تحویل و بارخالی کردن محصول، پاک‌کردن، رنده‌کردن غده‌ها، جداسازی عصاره (شهد) سیب‌زمینی، استخراج نشاسته، پالایش شیره نشاسته، آب‌گیری شیره نشاسته پالایش‌شده و خشک‌کردن نشاسته است.
زنجیره تأمین تولید نشاسته سیب‌زمینی به‌طور معنی‌داری بر پایه منطقه متفاوت است. مانند نشاسته سیب‌زمینی در اروپا که از سیب‌زمینی‌هایی که به‌طور ویژه برای این هدف پرورش داده می‌شوند؛ تولید می‌گردد. در ایالات متحده سیب‌زمینی برای تولید نشاسته پرورش نمی‌یابد و تولیدکنندگان باید از منابع مواد خام بازیافتی فرآوری‌کنندگان استفاده کنند. ویژگی‌های این مواد بازیافتی می‌تواند به‌طور معنی‌داری متفاوت بوده و نیازمند فرآوری پسین توسط تولیدکنندگان نشاسته سیب‌زمینی آمریکا هستند تا مطمئن شوند که محصول پایانی از لحاظ کارکرد و ویژگی‌ها قابل‌پذیرش است.